# 列索扎沃茨克

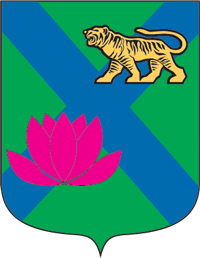
列索扎沃茨克市徽

列索扎沃茨克（俄语：Лесозаво́дск，也译列索扎沃斯克）是俄罗斯滨海边疆区的一座城市。坐落于乌苏里江畔，距离中俄边境仅10公里。人口42,200人（2005年估计）；42,185人（2002年人口普查）；37,000人（1972年）。设市于1938年。